# Émile Bayard (écrivain)
Pour les articles homonymes, voir Bayard et Émile Bayard.
Émile Bayard, né le 16 avril 1868 à Viry-Châtillon et mort le 23 décembre 1937 à Paris 14e, est un historien d'art, photographe, et enseignant français. Il est le fils de l'artiste peintre Émile-Antoine Bayard (1837-1891).

## Biographie
Émile Bayard est le fils de Françoise Geneviève Poulet et d’Émile-Antoine Bayard, lequel consacra sa carrière à produire une grande quantité de dessins destinés à l'illustration de périodiques et d'ouvrages.
En décembre 1891, lorsque son père meurt en Égypte, Émile, âgé de 23 ans, est alors élève aux Beaux-arts de Paris. En 1893, il livre plusieurs dessins antisémites à La Libre Parole illustrée.
Il publie en 1898, d'après les notes laissées par son père, L'Illustration et les illustrateurs, orné de quelques portraits dessinés. Par la suite, il produit un nombre important d'ouvrages de vulgarisation abondamment illustrés relatifs à l'histoire de l'art dans un style pédagogique, livres qui servirent pendant entre autres de manuels préparatoires aux études d'art à travers une collection intitulée « L'art de reconnaître les styles ». Moins connu est son travail de dessinateur et de photographe : outre ses dessins composés pour ses premiers ouvrages, à partir d'octobre 1902, il publie Le Nu esthétique (attribué à tort à son père), une série de fascicules où il met en scène des hommes, des femmes et des enfants, seuls ou en groupes, composant parfois de véritables tableaux photographiques. Cette même année, il obtient à Turin une médaille d'or lors de la première exposition internationale d'art décoratif moderne. Il collabore également à des périodiques, livrant des dessins au Monde illustré et à L'Assiette au beurre.
En 1905, il est nommé inspecteur académique rattaché au ministère de l’Instruction publique et des beaux-arts, chargé de l'enseignement du dessin et des musées, puis il est par la suite nommé secrétaire de la commission consultative quant à l'enseignement technique des arts appliqués.
Au début de la première Guerre mondiale, il fonde avec son épouse l'Association des œuvres de la Croix Verte, venant en aide aux victimes de ce conflit. Le siège se situait au domicile parisien du couple, 6 rue Victor-Schœlcher.
Le 4 novembre 1920, il est nommé chevalier de la Légion d'honneur, puis est fait officier en mai 1926.
Il a un fils, Jean Émile-Bayard (1893-1943), qui fut également écrivain et rédacteur au journal Le Matin.

## Écrits
- L'Illustration et les illustrateurs, préface d'Henry Havard, Paris, Charles Delagrave, 1898 - lire en ligne.
- La Caricature et les caricaturistes, préfacé par Charles Léandre, frontispice de Louis Morin, Paris, Charles Delagrave, 1900 - lire en ligne.
- Les Arts de la femme, encyclopédie pratique, Paris, Charles Delagrave, 1904.
- L'Académie en plein air : étude artistique, Paris, 1905.
- Les Beaux Arts et leur technique : comment on fait un tableau, une statue, une maison, une composition musicale, un livre, etc., Paris, Charles Delagrave, 1906.
- L'art du déshabillé, Paris, 1906.
- L'Histoire de l'art en images : 120 planches-tableaux d'après les chefs-d’œuvre anciens et modernes, Paris, L. Mercier, 1909.
- Collection « L'art de reconnaitre les styles », Paris, Garnier Frères (1910-1935)[3]